# بيت جحاف (أرحب)

تعديل مصدري - تعديل

بيت جحاف هي إحدى قرى عزلة بني مرة بمديرية أرحب التابعة لمحافظة صنعاء، بلغ تعداد سكانها 200 نسمة حسب تعداد اليمن لعام 2004.